# Calchaquíes
Calchaquíes es la denominación histórica recibida por un grupo de parcialidades de la etnia diaguita o pazioca que habitaban las actuales provincias de Salta, Catamarca y Tucumán en el norte de Argentina al momento de la llegada de los conquistadores españoles. Se estima que en ese momento su población era de 415.000 a 455.000 personas, que pudieron resistir por un siglo a los españoles. Para mediados del siglo XVII, al finalizar los conflictos, quedaban apenas 20.000 calchaquíes en todo el Noroeste argentino.

## Etimología
Algunas teorías (v. Lorandi, 1988, "La resistencia y rebeliones de los diaguito-calchaquí en los siglos XVI y XVII") dicen que el nombre "calchaquíes" recién les fue dado en el siglo XVII debido a que era epónimo de uno de sus principales líderes. Los europeos llamaron así a un conjunto de culturas diaguitas, como los yocaviles, quilmes, tafís, chicoanas, tilcaras y purmamarcas entre otros. Tal como se ha señalado la denominación "calchaquí" parece derivar de uno de los principales jefes diaguitas que se opusieron a los españoles: Kalchakí llamado por los españoles Juan Calchaquí, quien dominaba en el valle de Yocavil.
Según pude leer, "kalcha" era por lo "valiente" o "bravo" y "Qui" hacía referencia a "muy" o "mucho". Por lo tanto, Calchaquí era el significado de algo "Muy Bravo" o "Muy Valiente".

## Guerras calchaquíes
Durante todo el período de la conquista los españoles no habían logrado penetrar en los Valles Calchaquíes, donde se habían refugiado la cultura diaguita, una avanzada confederación de señoríos agroalfareros independientes perteneciente a la Cultura Santa María, unidos por una lengua común, el kakán y parte a su vez del gran grupo de la civilización andina. Los españoles se refirieron a sus integrantes, incorrectamente, como calchaquíes, nombre correspondiente a uno de los señoríos paziocas. Estos señoríos estaban reunidos en tres grandes naciones: pulares al norte, diaguitas al oeste y calchaquíes al este. Grupos menores eran los ocloyas formados por 2000 personas y los calchaquíes, unas 12.500 personas (2500 indios tributarios), según Sotelo Narváez (1583). Una antigua tradición de independencia de los paziocas y la escasa cantidad de españoles en el Tucumán, permitió una serie de actos de defensa de su territorio por parte de la confederación diaguita. Estas luchas han sido históricamente conocidas como las Guerras Calchaquíes que se extendieron por más de un siglo.
- La Primera Guerra Calchaquí se desató en 1560 y fue conducida el cacique Juan Calchaquí y los curacas Quipildor y Viltipoco. La confederación logró mantener a los europeos fuera de su territorio, arrasando las tres ciudades nuevas fundadas por los españoles: Cañete, Córdoba de Calchaquí y Londres. La historiografía hispano-americana considera a esta guerra como "una de las mayores tragedias de nuestra historia".[4] Esta guerra provocó la decisión del Rey español en 1563 de separar el Tucumán de Chile para crear una gobernación dependiente del virrey de Perú.

- La rebelión de Viltipoco. Posteriormente en 1594 Viltipoco, jefe de los omaguacas, inició un nuevo alzamiento reuniendo un ejército de 10 000 lanzas de las tribus diaguitas, sin embargo, 25 españoles al mando del capitán Francisco de Argañaraz y Murguía se infiltró en la Quebrada de Humahuaca donde atacó por sorpresa el campamento enemigo, matando a los caciques y capturando a Viltipoco, que fue llevado a San Salvador de Jujuy donde murió en prisión algunos años después.[5][6]

- La Segunda Guerra Calchaquí duró 7 años (1630-1637) y fue dirigida por el curaca Chalamín. Los diaguitas volvieron a destruir las ciudades instaladas por los españoles, Londres II y Nuestra Señora de Guadalupe. En 1637 el ejército español atrapó y ejecutó al curaca Chalamín. Los habitantes del Señorío Diaguita que condujo la guerra, fueron deportados y reducidos a la esclavitud por los españoles.

- La tercera guerra calchaquí se extendió por ocho años (1658-1667). Esta guerra tuvo la particularidad de que, en sus inicios, actuó un aventurero andaluz, Pedro Bohórquez, quien sostenía ser inca, el Inca Hualpa, fue aceptado como líder militar por los paziocas. Bohórquez maniobró con astucia, obtuvo incluso el apoyo de los jesuitas y organizó un sólido ejército indígena de 6000 guerreros[7] con el que mantuvo el control de la región durante varios años. Sin embargo en 1659 se entregó a los españoles con la intención de ser perdonado, quienes lo enviaron a Lima y finalmente lo ejecutaron. La confederación continuó la guerra dirigida por José Henríquez. Al ser vencido el señorío de los quilmes en 1665, que condujo la tercera guerra, los españoles dispusieron su completo desarraigo y deportación al llano de la jurisdicción de San Miguel de Tucumán, unos 50 indios, considerados los más belicosos, fueron enviados con sus familias, que totalizaron unas 300 personas. Un grupo importante de los desnaturalizados de Quilmes, fueron trasladados a las cercanías de la ciudad de San Miguel de Tucumán, y en el año 1709 ca. por cédula real se les otorga 94.000 has. en Amaicha del Valle, título que hasta hoy en día detenta la comunidad de Amaicha (sus descendientes).[8] En ese lugar hoy se levanta la ciudad de Quilmes. La guerra terminó el 2 de enero de 1667 al ser vencido el último de los señoríos paziocas, los acalianes o calianos.[9] Luego de esto, los españoles tomaron la decisión de dividir, deportar y reducir a los pueblos diaguitas a la esclavitud.

## Vida y cultura

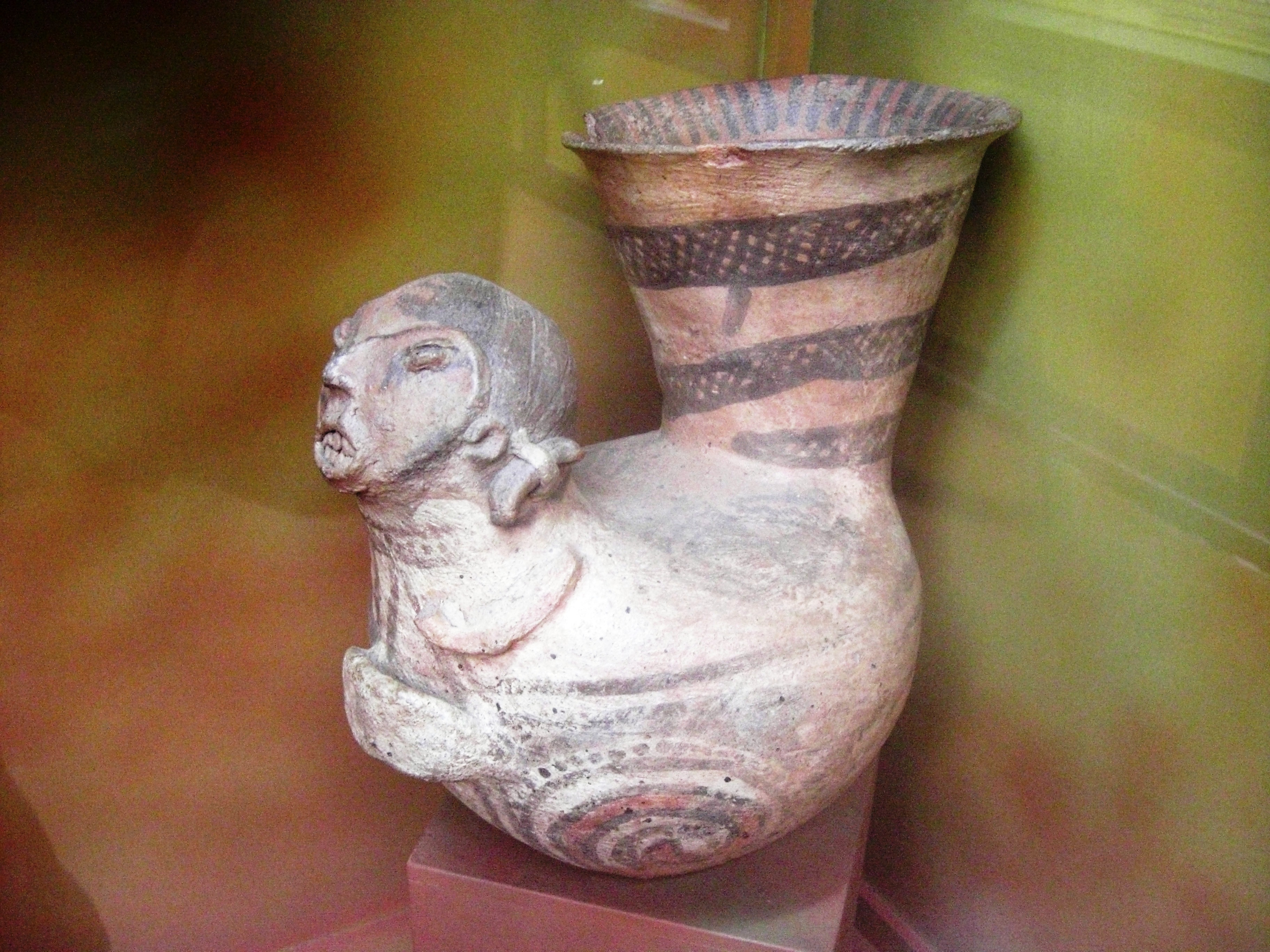
Pieza de alfarería. Valles Calchaquíes. Museo de La Plata.

Eran agricultores, pastores y excelentes alfareros. Veneraban al sol, la luna, el trueno y la tierra, y hablaban una lengua propia llamada kakán. Con la tercera expansión del Imperio incaico, en 1480, fueron incorporados al imperio inca (Tahuantinsuyu), del que recibieron una fuerte influencia cultural.

### Viviendas
Hicieron sus viviendas de piedra, dispuestas en forma de pirca, y no utilizaron ningún tipo de cemento, técnica común de los pueblos andinos.
Vivían en casas cuadradas, hechas de piedra y con techo de paja. Las casas no tenían ventanas y el techo era de barro o paja. Sus construcciones fueron monumentales, prueba de ello son localidades como la La Paya, Quilmes y Tolombón.
Fueron guerreros valientes y enfrentaron tanto la conquista de los Incas como la de los españoles. Sus armas típicas eran el arco y la flecha y combatían de a pie. Sus ciudades se defendían por pucarás, que estaban situados en sitios casi inaccesibles.
Cultivaron el maíz, con el sistema de terrazas. Obtenían lana y carne de la llama, el guanaco, la vicuña y la Taruca. Fabricaron vasijas, jarros y platos de cerámica. Trabajaron el oro, la plata y el cobre.

### Alimentación y cultivación
Aunque el maíz era la base de su alimentación, también los porotos y el zapallo formaban parte de su dieta.

### Organización social, familia, derecho
Carecieron de un gobierno único permanente. Sus caciques llegaban al poder por sucesión; "suceden los hijos a los padres y los hermanos, si no tienen hijos", lo que implicaría la existencia de una verdadera casta gobernante. Hubo un gran número de caciques de los cuales Juan Calchaquí fue el principal, llegando a convocar a todas las parcialidades de su nación. La autoridad del cacique era absoluta. Preferían la muerte a la pérdida de su autoridad plena. Ante la invasión española realizaron coaliciones muy numerosas.
La poligamia parece haber sido una regla general. Por ejemplo: a la muerte del esposo, el hermano heredaba sus mujeres. Es posible observar las huellas de ceremonias de iniciación varonil, a la que eran sometidos los jóvenes al llegar al período de la pubertad. La familia diaguita era poco numerosa, ya que estaba compuesta por cuatro o cinco personas.

### Religión
Los calchaquies adoraban al dios del sol. Tenían sacerdotes especiales, "magos"  "hechiceros"  "dioses". Creían en la inmortalidad del alma aun cuando desdeñaban la antigüedad y la profundidad de esas mismas creencias.
Los sacerdotes eran también médicos. Cuando un calchaqui se hallaba enfermo y próximo a morir, sus parientes lo velaban en medio de copiosas libaciones. Esto lo entendían como una defensa de las fuerzas malignas que le amenazaban. Las ceremonias del entierro duraban ocho días y luego se quemaba la casa para impedir su regreso. Como para ellos sólo existía la muerte violenta, todo fallecimiento se suponía provocado.
La creencia en el más allá se reflejaba en todo un ciclo de ceremonias relacionadas con la muerte, desde el entierro en "posición ritual" hasta la elaboración de sepulturas pircadas acompañando al muerto con su ajuar funerario. Los adultos eran enterrados en cámaras pircadas o directamente en la tierra, salvo en algunos casos se les enterró en urnas, a la manera de los niños.

### Arte
Las pictografías son numerosísimas en la región. Generalmente se trata de reproducciones de figuras aisladas, aunque la exigüidad de la pared lítica que las contiene les dé un engañoso aspecto de composición. Algunas parecen haber sido escenas de conjunto. Los animales están también representados.
La música tenía cierto tinte militar. Tocaban pingollos y cornetas. Además utilizaron la flauta de pan, la flauta análoga en madera, la flautas simples, silbatos, ocarina